# Гамбар (лунный кратер)
Кратер Гамбар (лат. Gambart) — небольшой ударный кратер в Море Островов в центральной экваториальной части видимой стороны Луны. Название присвоено в честь французского астронома Жана Феликса Адольфа Гамбара (1800—1836) и утверждено Международным астрономическим союзом в 1935 г. Сведения о периоде образования кратера отсутствуют.

## Описание кратера

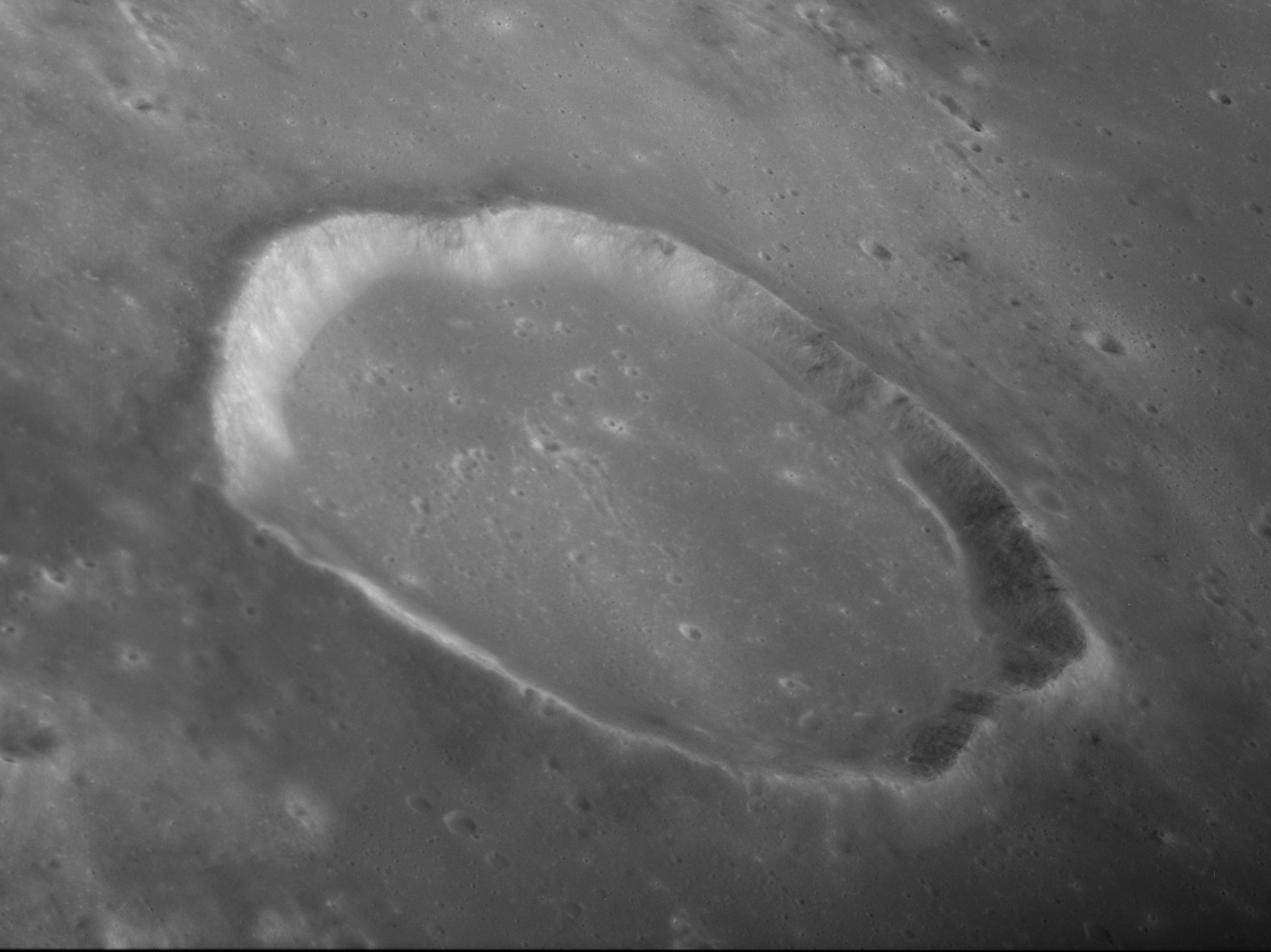
Снимок кратера с борта Аполлона-12.

Ближайшими соседями кратера являются кратер Рейнхольд на западе-северо-западе; кратер Коперник на севере-северо-западе; кратер Стадий на севере; кратер Шрётер на северо-востоке; кратер Земмеринг на востоке; кратер Тернер на юго-востоке и кратер Фра Мауро на юге. На севере от кратера находится Залив Зноя, на востоке борозда Шрётера и Залив Центральный, на востоке-юго-востоке борозда Фламмариона, на юге борозды Парри. Холмистый район к северу от кратера Гамбар выделяется тёмным цветом, предположительно от вулканических отложений. Селенографические координаты центра кратера 0°55′ с. ш. 15°14′ з. д. / 0,92° с. ш. 15,24° з. д., диаметр 24,7 км, глубина 1,1 км.
Кратер имеет полигональную форму, заполнен и выровнен базальтовой лавой над поверхностью которой выступают лишь остатки вала. Выступающая часть вала практически не затронута разрушением. Объём кратера составляет приблизительно 400 км³. Дно чаши кратера ровное, отмечено несколькими маленькими кратерами.

## Сателлитные кратеры
| Гамбар | Координаты                                          | Диаметр, км |
| ------ | --------------------------------------------------- | ----------- |
| A      | 0°58′ с. ш. 18°46′ з. д. / 0,96° с. ш. 18,76° з. д. | 11,6        |
| B      | 2°10′ с. ш. 11°35′ з. д. / 2,16° с. ш. 11,59° з. д. | 10,8        |
| C      | 3°19′ с. ш. 11°49′ з. д. / 3,32° с. ш. 11,82° з. д. | 11,7        |
| D      | 3°21′ с. ш. 17°43′ з. д. / 3,35° с. ш. 17,72° з. д. | 4,8         |
| E      | 1°02′ с. ш. 17°14′ з. д. / 1,04° с. ш. 17,24° з. д. | 4,1         |
| F      | 0°05′ с. ш. 16°58′ з. д. / 0,09° с. ш. 16,96° з. д. | 4,5         |
| G      | 1°56′ с. ш. 12°02′ з. д. / 1,94° с. ш. 12,04° з. д. | 5,5         |
| H      | 3°13′ с. ш. 10°37′ з. д. / 3,21° с. ш. 10,62° з. д. | 4,0         |
| J      | 0°42′ ю. ш. 18°12′ з. д. / 0,7° ю. ш. 18,2° з. д.   | 7,2         |
| K      | 3°55′ с. ш. 14°13′ з. д. / 3,91° с. ш. 14,22° з. д. | 3,9         |
| L      | 3°16′ с. ш. 15°17′ з. д. / 3,27° с. ш. 15,28° з. д. | 3,8         |
| M      | 5°23′ с. ш. 11°43′ з. д. / 5,38° с. ш. 11,72° з. д. | 3,9         |
| N      | 0°32′ ю. ш. 14°56′ з. д. / 0,54° ю. ш. 14,94° з. д. | 4,2         |
| R      | 0°42′ ю. ш. 20°48′ з. д. / 0,7° ю. ш. 20,8° з. д.   | 3,5         |
| S      | 0°03′ ю. ш. 13°14′ з. д. / 0,05° ю. ш. 13,24° з. д. | 2,4         |

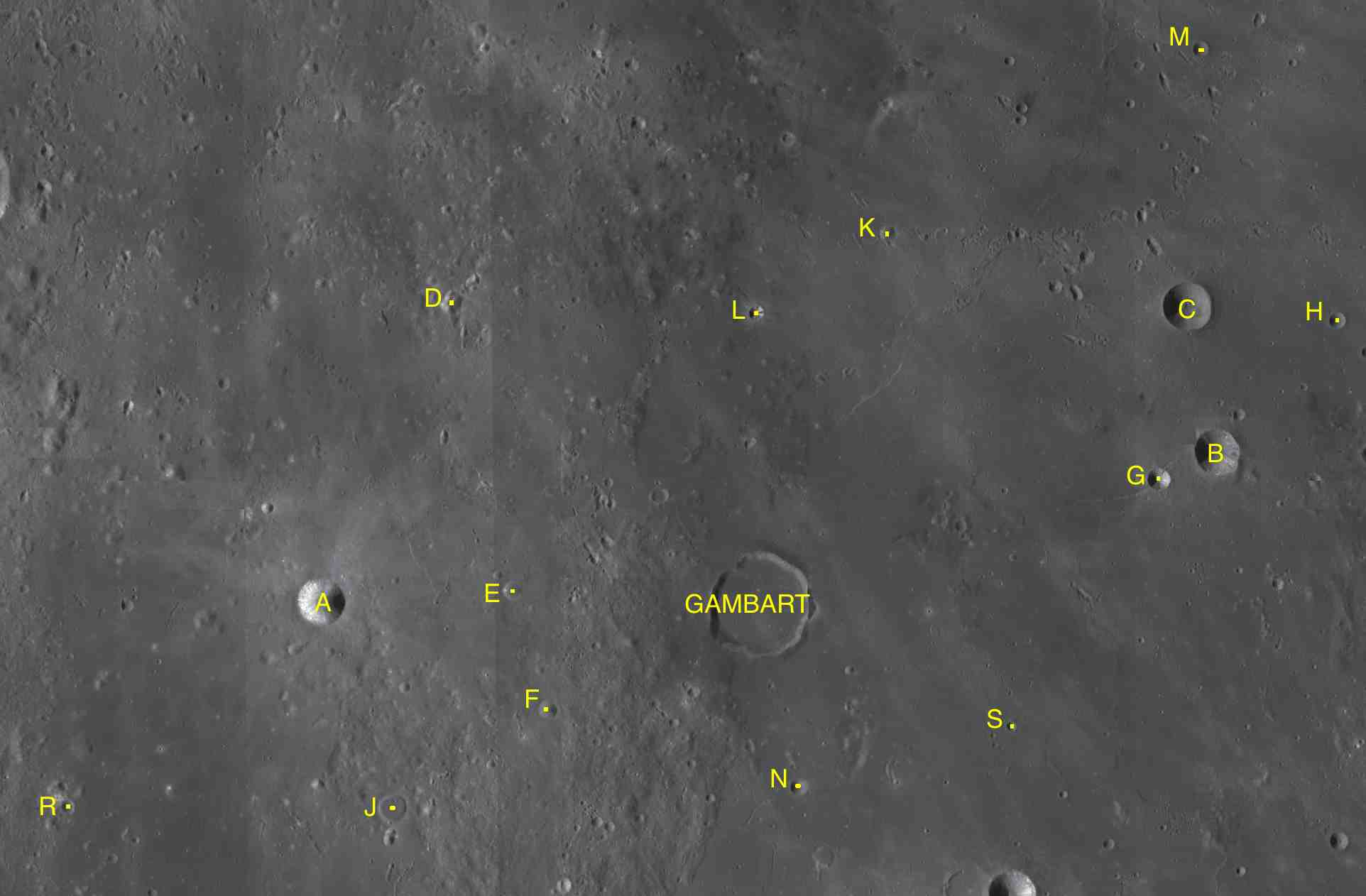
Фрагменты карт LAC-58, LAC-76.

- Образование сателлитного кратера Гамбар А относится к коперниковскому периоду[4].
- Сателлитный кратер Гамбар А включён в список кратеров с яркой системой лучей Ассоциации лунной и планетарной астрономии (ALPO)[5].
- Сателлитные кратеры Гамбар А, B и C включены в список кратеров с тёмными радиальными полосами на внутреннем склоне Ассоциации лунной и планетарной астрономии (ALPO)[6].
- Сателлитный кратер Гамбар J является концентрическим кратером.
- Сателлитный кратер Гамбар L имеет тёмные радиальные лучи на внутреннем склоне вала.

## Места посадок космических аппаратов
- 23 сентября 1966 г. приблизительно в 180 км к юго-востоку от кратера Гамбар разбилась автоматическая межпланентная станция Сервейер-2.
- 9 февраля 1971 г. приблизительно в 150 км к югу-юго-западу от кратера Гамбар совершил посадку лунный модуль "Антарес" экспедиции Аполлон-14.